# Tatjana Petrowna Alexejewa
Tatjana Petrowna Alexejewa (russisch Татьяна Петровна Алексеева, engl. Transkription Tatyana Alekseyeva; * 7. Oktober 1963 in Nowosibirsk, Sowjetunion) ist eine ehemalige russische Sprinterin, deren Spezialdisziplin der 400-Meter-Lauf war.
Für die Sowjetunion startend, siegte sie 1985 bei der Universiade und war bei den Leichtathletik-Weltmeisterschaften 1991 in Tokio als im Vorlauf eingesetzte Athletin am Goldmedaillengewinn in der 4-mal-400-Meter-Staffel beteiligt.
Bei den Leichtathletik-Weltmeisterschaften 1993 in Stuttgart wurde sie Vierte und gewann mit dem russischen Team in der 4-mal-400-Meter-Staffel Silber. Ebenfalls Silber errang sie im Einzelbewerb bei den Leichtathletik-Halleneuropameisterschaften 1994 in Paris.
1997 gewann sie in der 4-mal-400-Meter-Staffel Gold bei den Hallenweltmeisterschaften in Paris und wurde bei den Weltmeisterschaften in Athen Achte im Einzelbewerb und Vierte in der Staffel.
1993 und 1994 wurde sie in der Halle und 1997 im Freien russische Meisterin.

## Persönliche Bestzeiten
- 100 m: 11,16 s, 19. Mai 1984, Sotschi
- 200 m: 22,77 s, 20. Mai 1984, Sotschi
- 400 m: 49,98 s, 8. Juli 1997, Tula
  - Halle: 51,03 s, 14. März 1993, Toronto